# Масси, Джордж Эдуард
Джордж Эдуард Масси (англ. George Edward Massee; 1850—1917) — английский миколог. Наряду с Майлзом Беркли и Мордехаем Куком считается одним из ведущих микологов Англии XIX века.

## Биография
Джордж Эдуард Масси родился 20 декабря 1850 года в деревне Скемпстон в восточном Йоркшире. Учился в школе в Йоркшире, работал на отцовской ферме. В детстве Масси заинтересовался ботаникой и высшими грибами, стал создавать красочные рисунки. Затем Масси учился в Йоркской школе живописи, получил медаль за свои красочные рисунки диких цветов.
Первую журнальную публикацию написал в 1867 году в возрасте 16 лет. Она была издана в журнале Intellectual Observer и была посвящена дятлам Великобритании (она так и называлась, British Woodpeckers). Затем он некоторое время учился в колледже Даунинг в Кембриджском университете, однако покинул его, не получив никакой учёной степени.
При поддержке родственника матери, ботаника Ричарда Спруса (1817—1893), Масси отправился в Южную и Центральную Америку для сбора орхидей. Он приплыл в город Кито, затем отправился вверх по реке Напо. На протяжении трёх недель Масси болел дизентерией, однако был вылечен индейской женщиной. Затем Масси вернулся в Европу.
Масси был членом Французского Иностранного легиона во время Франко-прусской войны, однако в активных боевых действиях не участвовал. Масси, единственный сын в семье, снова стал работать на ферме. После смерти отца Масси с матерью переехали в Скарборо, где он преподавал ботанику в нескольких школах, изучал геологию.
Масси познакомился с Мордехаем Куком, впоследствии использовавшим многие его рисунки в книге Illustrations. Первая публикация Масси, посвящённая грибам, была издана в 1880 году в журнале Science Gossip. Затем он был назначен лектором по эволюции и ботаники в Лондонском Линнеевском обществе. Масси работал в гербарии Ботанических садов Кью. После отставки Кука Джордж стал ассистентом по тайнобрачным растениям в Садах.
С 1892 по 1894 год Масси был главным редактором журнала Grevillea, после чего он перестал выпускаться. В 1896 году он был избран первым президентом Британского микологического общества. В 1911 и 1913 годах были изданы книги Масси, иллюстрации к которым были созданы его дочерью, Айви Масси. В 1915 году Масси ушёл на пенсию и переехал в Севеноукс.
Джордж Эдуард Масси скончался 16 декабря 1917 года в Севеноуксе.

## Некоторые научные работы
- Massee, G.E. (1889). A monograph of the British Gastromycetes. 103 pp.
- Massee, G.E. (1891). British fungi. Phycomycetes and Ustilagineae. 232 pp.
- Massee, G.E. (1892). A monograph of the Myxogastres. 367 pp.
- Massee, G.E. (1892). British fungus-flora. Vol. 1. 432 pp.
- Massee, G.E. (1893). British fungus-flora. Vol. 2. 460 pp.
- Massee, G.E. (1893). British fungus-flora. Vol. 3. 512 pp.
- Massee, G.E. (1895). British fungus-flora. Vol. 4. 522 pp.
- Massee, G.E. (1899). A monograph of the Thelephoreae. Part I. J. Linn. Bot. Soc. 25: 107—156.
- Massee, G.E. (1890). A monograph of the Thelephoreae. Part II. J. Linn. Bot. Soc. 27: 95—112.
- Massee, G.E. (1902). European fungus flora: Agaricaceae. 274 pp.
- Massee, G.E., Crossland, C. (1902). The fungus flora of Yorkshire. Part I. Bot. Trans. Yorkshire Natural. Union 28: 5—52.
- Massee, G.E., Crossland, C. (1905). The fungus flora of Yorkshire. Part II. Bot. Trans. Yorkshire Natural. Union 32: 53—396.
- Massee, G.E. (1906). Text-book of fungi. 427 pp.
- Massee, G.E. (1911). British fungi. 551 pp.
- Massee, G.E., Massee, I. (1913). Mildews, rusts and smuts. 229 pp.

## Роды и некоторые виды грибов, названные в честь Дж. Э. Масси
- Masseea Sacc., 1899
- Masseeëlla Dietel, 1895
- Masseeola Kuntze, 1891 [syn.  Sparassis Fr., 1819]
- Cortinarius masseei Bidaud, Moënne-Locc. & Reumaux, 1993
- Entoloma masseei Courtec., 1984, nom. nov.
- Marasmius masseei Tkalcec & Mesic, 2010, nom. nov.
- Sporisorium masseeanum Vánky, 2000
- Trichosporum masseei Sacc. & Trotter, 1913 [syn.  Gliomastix masseei (Sacc. & Trotter) Matsush., 1975]